# 콜럼버스 대탐험

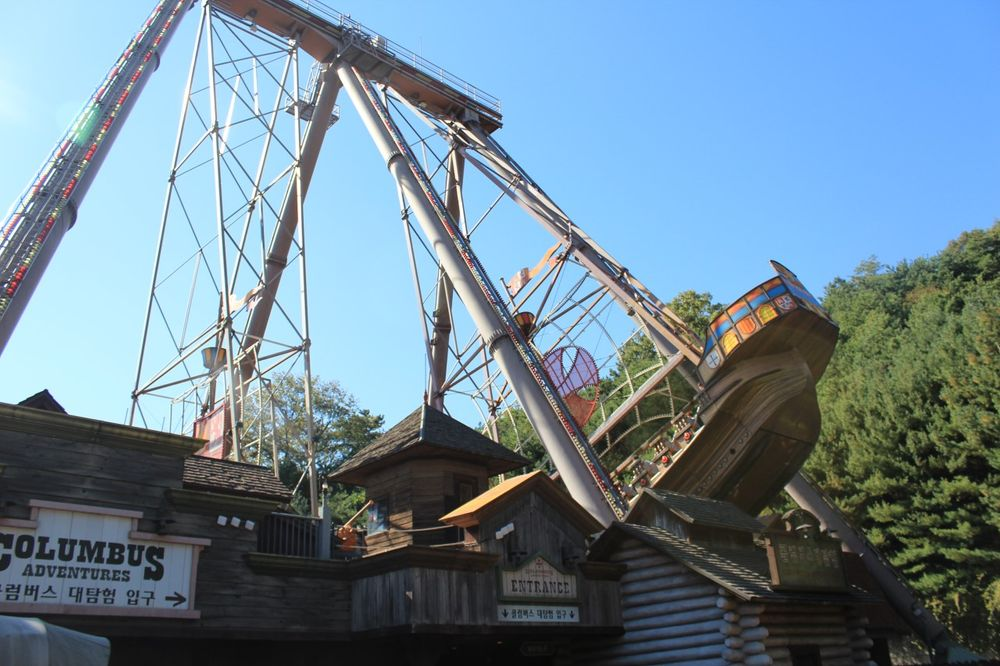
콜럼버스 대탐험

콜럼버스 대탐험은 에버랜드의 어트랙션 중 하나다. 1998년 5월 1일부터 개장했다. 에버랜드 내 아메리칸 어드벤쳐 하늘정원길 앞, 가장 안쪽에 위치하며, 콜럼버스의 거대한 배를 타고 탐험을 떠난다는 설정으로 운영한다. 바이킹 기종의 스릴라이드로 우리나라에서 가장 큰 바이킹에 속한다. 특이한 점은 2대의 바이킹이 함께 있는 더블바이킹 기종이란 것인데, 이러한 더블바이킹은 아시아 최초로 제작된 것이다. 평상시엔 한대만 운영하다가 대기시간이 길어지면 2대를 함께 운행할 수도 있다. 두대의 바이킹 각각의 이름은 산타 마리아 호와 니나 호로 불린다. 한 배당 120명이 탑승하며, 두 배를 함께 운행할 시 3분동안 240명을 탑승시킬 수 있다. 대략 2분 50초가량 운행한다.
| 이름      | 콜럼버스 대탐험(Columbus Adventure) |
| 종류      | 바이킹/스릴라이드                   |
| 위치      | 에버랜드 아메리칸 어드벤쳐          |
| 키 제한   | 110cm                               |
| 탑승 인원 | 120명*2                             |
| 운행 시간 | 2분 50초                            |